# 友永詔三
友永詔三（ともなが あきみつ、1944年〈昭和19年〉12月8日 - ）は、日本の造型作家である。1979年4月2日から1982年3月19日までNHK総合テレビで放送された人形劇『プリンプリン物語』の人形美術を担当したことで知られる。
2002年に川越祭（川越氷川祭、国の重要無形文化財）の仙波町の山車人形仙波二郎安家の人形を制作。

## 経歴
1944年、高知県高岡郡窪川町（現四万十町）に生まれる。
高知県立須崎工業高等学校、専門学校東京デザイナー学院インテリアデザイン科を経て1967年に東宝舞台美術部に入社する。同年、オーストラリアの人形劇団『Peter Scriven's Tintookies』（参考 ピーター・スクリベン）のオーディションに合格。人形デザインの勉強に専念するため東宝舞台を退社し、翌1968年にはオーストラリアに渡る。1970年までオーストラリアでピーター・スクリベン、イゴール・ヒチカ（Igor Hyczka、ロシア、マリオネット美術家）に師事する。
帰国後、東京デザイナー学院の講師を務めながら、芸術マリオネット劇の上演、美術、演出、人形制作に携わる。
1978年にNHKより人形劇演出のオーディションの誘いがあり、これを受けて採用が決定。『プリンプリン物語』で採用された人形には、関節部分が球体となった球体関節人形があり、操演の難度は高いものの動作の自由度が高く、幅広い表現が可能であった。その後番組終了まで約500体以上の人形を製作した。
その後も、人形美術、舞台美術、木版画、木彫、ブロンズ像などの作品を数多く手がけ活躍を続けている。国内の美術館などでは定期的に個展が開催されている。
現在はあきる野市にある深沢ちいさな美術館を経営しながら了徳寺大学芸術学部非常勤講師を勤めている。

## エピソード
- プリンセス・プリンプリンは古代インドのラーマーヤナが元であるため、インドで装飾具や生地を購入していた。装飾には本物の銀を使用し、まつ毛は天然のホロホロ鳥の羽など素材にこだわった結果、1体作るのに100万円近くしたという[4]。当時は今までにないビジュアルだったため開始当初は「肌の露出が多すぎる」「白髪すぎる」と視聴者からクレームがきたことがあったが、それとは逆に人気が出たという。
- 友永は当時高価だったVHSビデオデッキを約30万円で購入し、制作した人形が『プリンプリン物語』でどう映るかを確認するためにほぼ全ての回を録画していた。NHKは元々残していたマスターテープが215回分（第1回と第443回～第656回）しかなかったため、2003年4月8日放送時（再放送2日目）のお詫び回で312回分の映像を提供した結果、保存のなかった132回分がアーカイブスに登録されている。[5]

## 代表作品
人形芸術
- 『プリンプリン物語』

ブロンズ像
- 道の駅あぐり窪川 - モニュメント『あぐりーな』
- 北青山・神宮外苑ビル - モニュメント『あ・もう』
- 東海大学菅生中学校 - モニュメント『森の調べ』
- 佳水郷 （加賀市片山津温泉） - モニュメント『天に舞う少女』

木彫
- シルバーハイツ谷保 （国立市） - 木彫彩色レリーフ『春の詩』
- 深沢小さな美術館 （あきる野市深沢429） - 友永詔三の人形（『プリンプリン物語』を含む）、木彫、木版画を常設する美術館

書籍
- 『動く木彫人形 : マリオネットから球体関節の人形まで』主婦と生活社、1979年12月25日。
- 『友永詔三人形作品集』文化出版局、1980年8月17日。
- 『聖少女幻想 : 友永詔三作品集』水玄舎、2002年7月。ISBN 978-4921082024。